# アウグスト・セサル・サンディーノ

サイン

アウグスト・セサル・サンディーノ(Augusto César Sandino、1895年5月18日 - 1934年2月21日)は、ニカラグアの革命家で、1927年から1933年にかけての駐ニカラグアアメリカ海兵隊に対する抵抗運動の指導者。政治的な理由によりアメリカ政府からは盗賊と見なされたが、その功績は彼をラテンアメリカナショナリズム（アメリカ主義）の英雄とした。自由な人々の将軍（General de hombres libres）とも呼ばれた。
彼はキューバのホセ・マルティやウルグアイのホセ・エンリケ・ロドーが認めて以来燻っていた、アングロ・アメリカとは異なるラテン・アメリカの精神的な価値を体現する存在として、ラテンアメリカにおけるアメリカ合衆国の支配に対する抵抗運動のシンボルとなった。サンディーノはニカラグア民族主権防衛軍を組織し、アメリカ軍を不正規戦・ゲリラ戦に引きずり込み、その捕縛の手からうまく逃げおおせ、最終的にはアメリカ軍に撤退を強いてニカラグア政府からも著しい譲歩を得た。しかしながら彼は1934年にニカラグア国家警備隊司令官のアナスタシオ・ソモサ・ガルシア将軍によって殺害される。しかし、彼の遺志はサンディニスタ民族解放戦線に引き継がれ、1979年にニカラグアを親子三代に渡って支配していたソモサ独裁政権は革命により打倒された。

## 生い立ち
サンディーノはアウグスト・ニコラス・カルデロン・サンディーノ（Augusto Nicolás Calderón Sandino）として、太平洋側マサヤ県の寒村ニキノオモで白人の中規模コーヒー地主のドン・グレゴリオ・サンディーノと、その農場で働いていたインディオの女中、マルガリータ・カルデロンの間に私生児として生まれた。後にグレゴリオが結婚するとアウグストを正式に自分の息子だと認知し、サンディーノは9歳まで母親と共に暮らした後、父親と家族の家に移り住んだ。
当時のニカラグアではウォーカー戦争以前から対立し、時折内戦を起こしていた自由党派と保守党派が都市ごとに分かれて激しく対立していたが、ドン・グレゴリオは熱心な自由党派であり、サンディーノも父親の影響を受けて自らも自由党派を名乗り、後に護憲戦争が始まった時は自由党軍の将軍として参戦する。
サンディーノは私生児だったがグレゴリオから長男としての扱いを受け、当時それなりの知識人であった父親の書斎にあった本をよく読み、学んだ。ローマ帝国史の本を読んで、自分の名前のCはカルデロンではなくセサル（ガイウス・ユリウス・カエサルのスペイン語読み）だったということにしたのもこの頃である。
ニカラグアの工業学校に通った後にコスタリカで技能工として働いていたが、1921年にニカラグアに戻ってきた時に、彼は酒場で酒を飲んでいた時に酔った勢いで刃物を取り出し、著名な保守党派の息子タゴベルト・リバスの暗殺を試みてしまった。当然ニカラグアにいられなくなったサンディーノは、その後ホンジュラス、グアテマラに逃亡し、結局メキシコに逃れる。そしてメキシコで彼はタンピコの港近くにあるスタンダード・オイルの精製所で働くことになった。

## メキシコ時代
タンピコでは模範的な労働者として働き、妻子を養えるほどの収入は得ていた。この時に労働争議を行うメキシコ人労働者の態度や、無政府主義、共産主義などのさまざまな思想の影響を受けてサンディーノの人格形成に大きな影響を与えた。また、サンディーノが後年西部劇のガンマンのような服装をしていたのは、この時油田に出入りしていたテキサス人の上司の服装を真似したためといわれている。ここでのサンディーノの生活は順調なものだったが、メキシコ人労働者にニカラグア人であることをなじられたことは大きな屈辱であり、これも後世愛国者としての意識が芽生えるきっかけになったようである。

## ゲリラ指導者として

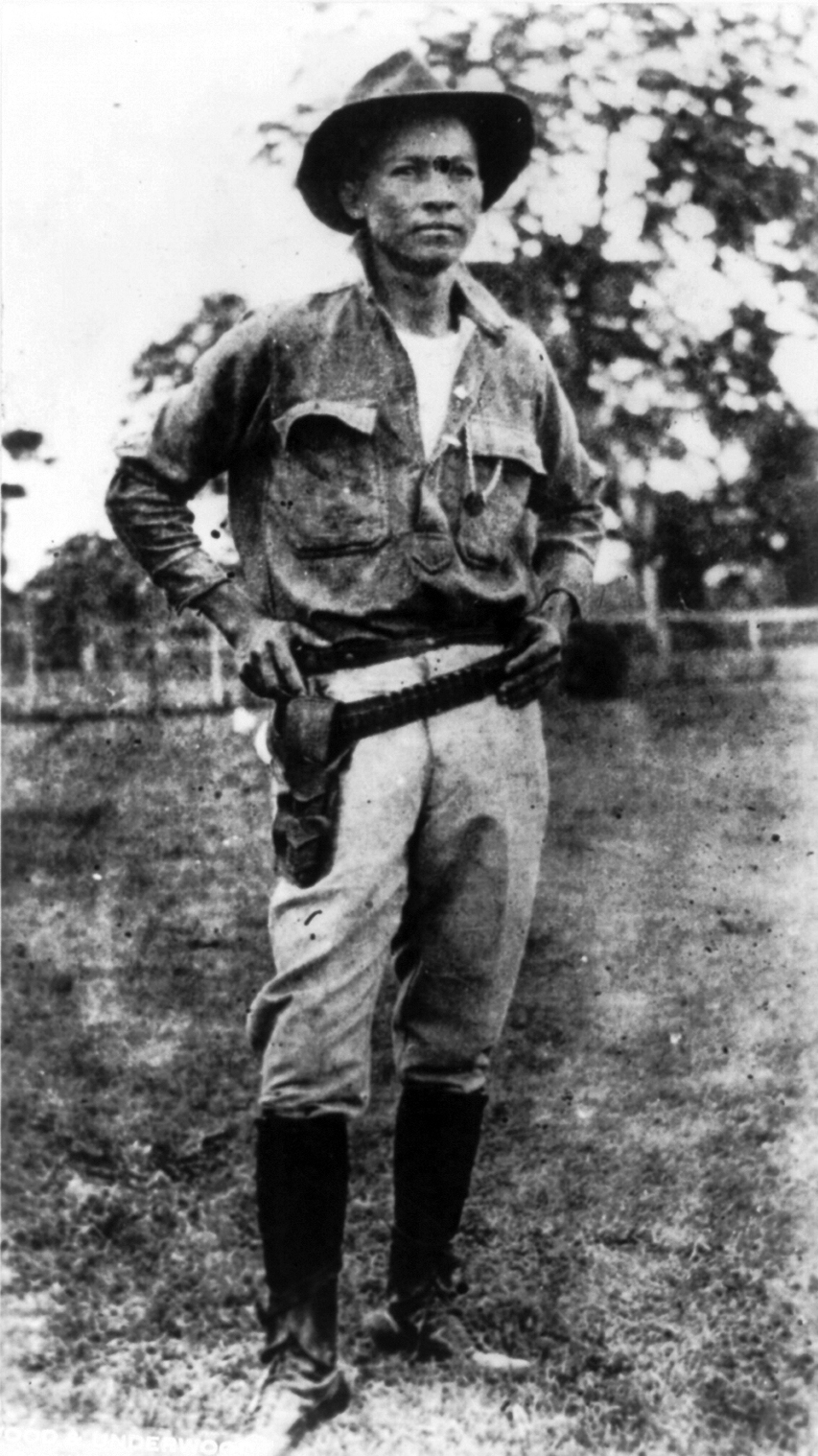
ガンマン風の服装を身に着けたサンディーノ（1932年撮影）

父親のドン・グレゴリオから自由党のフアン・マリア・モンカーダ将軍が保守党のディアス政権に対し蜂起し、護憲戦争が始まったことを伝える手紙を受け取ると、サンディーノは急いでニカラグアに帰国した。

## 海外との連帯
抵抗戦争の成功に伴い、コミンテルンはサンディーノに対する支援を開始した。コミンテルン南米支部の監督下にあったパン・アメリカ反帝国主義者同盟が彼を支持する声明を何度も発表し、この組織とアメリカ共産党が合衆国の介入に対する反対集会を組織した。サンディーノの腹違いの弟でニューヨークに住んでいたソクラテスがこれらの集会で演説している。
中華民国では北伐を行う中でアメリカ海兵隊と衝突していた国民党が、海兵隊と戦うサンディーノの名を冠したサンディーノ旅団という部隊を編成している。